# Narcyza Żmichowska

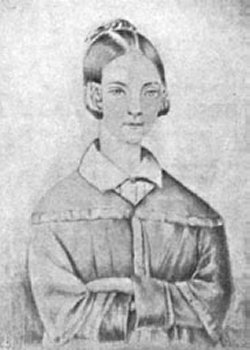
Narcyza Żmichowska

Narcyza Żmichowska (* 4. März 1819 in Warschau; † 25. Dezember 1876 ebenda) war eine polnische Autorin, Pädagogin und Feministin. 

## Leben
Sie ließ sich in den Jahren 1833–1835 zum Kindermädchen ausbilden, verbrachte dann die Jahre 1838/39 in Paris. Dort war sie Kindermädchen in einer polnischen wohlhabenden Familie und nutzte die Nationalbibliothek, um sich ein Bild von der französischen Politik, Geschichte und Literatur zu machen.
Wieder in Polen angekommen scheiterte ihr Vorhaben, eine Mädchenschule in Poznań zu eröffnen, an Geldmangel und Reibereien mit der preußischen Staatsgewalt. Sie beteiligte sich an der Veröffentlichung illegalisierter Presse.

## Wirken
Żmichowska und ihre Mitarbeiterinnen wirkten im Gegensatz zu anderen Autorinnenkreisen, wie etwa der um Klementyna Tańska-Hoffmanowa, fast in Isolation. Sobald sie ihre Meinungen kundtaten, mussten sie mit einer Welle von Kritik und Widerspruch rechnen. Die Autorin, die der höher gestellten Männerwelt kritisch begegnete, galt in vielerlei Hinsicht als unabhängig und erfinderisch.

## Familie
Weder eine Mentorin, eine einflussreiche Freundin noch ein prägendes Familienmitglied sind bekannt. Allein ihr Bruder Erazm, ein Teilnehmer des Novemberaufstandes, Patriot und Sozialist, ist als ihr nahestehende Person bekannt. Er unterstützte die Interessen seiner Schwester.

## Selbstbetrachtung und Auszeichnung
Die Autorin betrachtete sich selbst als Künstlerin. Sie verstand es, politische Forderungen für Leserinnen verständlich zu verpacken, trotz Zensur veröffentlichen zu können. Sie wollte nicht offen Moralvorstellungen verkünden, sondern verpackte ihre Botschaften gewissenhaft.
In den ersten Schaffensjahren publizierte Żmichowska in scheinbar beliebigen Zeitschriften und Sammlungen wie etwa in der katholischen "Pielgrzym". Später brachte sie eigene gesammelte Werke heraus; erstmals 1845 "wolne chwile Gabryelli".

## Politischer Widerstand
Obwohl sie den Methoden der Aufstände und revolutionären Versuche vorsichtig entgegentrat, nahm sie an konspirativen Treffen teil, deren Ziel die Wiedergewinnung der Freiheit waren. Die Folge dessen waren eine Strafhaft und polizeiliche Überwachung.

## Werke
Ihr Hauptantrieb zum Verfassen von Literatur war nicht patriotischer Art. Auch wenn ihr größtes Werk Poganka politische Themen aufgreift, so ist die Mehrzahl des von ihr Geschriebenen mit dem persönlichen Glück, resultierend aus emotionaler und intellektueller Befriedigung, befasst. Dazu gehören auch Themen wie Liebe, Erotik und freie Partnerinnenwahl. Ihre Forderungen in Erzählungen malten eine freiere Gesellschaft für jeden, unabhängig vom Geschlecht. Dabei war ihr das Veranschaulichen an Beispielen am konkreten Leben der Frauen wichtig. Sie ließ ihre Frauen nicht vordergründig als Frauen erscheinen, sondern als Individuen, als Persönlichkeiten.